# Tomáš Mošnička
Tomáš Mošnička  (* 6. prosinec 1966 Příbram) je aktivní český handicapovaný sportovec. Začal jako zdravý sportovec a spolujezdec v závodech sidecar. Je mistrem světa ve vzpírání 2000 v bench-pressu tělesně postižených. Závodí v handbiku.

## Sidecar
Jako spolujezdec v závodech sidecar aktivně závodil v letech 1987–1995. Mezi přední řidiče, které doprovázel, patřili Josef Novotný, Vladimír Vodenka, Pavel Boukal, Libor Sakař, Milan Jiroušek. Účastnil se mezinárodních závodů a jeho největší úspěch byl ve Francii (5. místo, 1988), na mistrovství ČR v sidecarcrossu stanul 6x na stupních vítězů. V roce 1995 utrpěl úraz páteře při motocyklových závodech, po kterém se ocitl na invalidním vozíku. Ke sportu se vrátil o dva roky později.

## Vzpírání
Tomáš Mošnička soutěžil ve vzpírání v letech 1998–2006, v disciplíně bench-press pro tělesné postižené převážně v kategorii do 100 kg. V mistrovství ČR vyhrál celkem 6x (2000–2003, 2005, 2006), v roce 2004 získal stříbro. V otevřeném mistrovství Slovenska zvítězil 2x (2000, 2001). Na mistrovství Evropy (1998) získal 3. místo. V roce 2000 vyhrál zlato na Mistrovství světa. Je držitelem několika českých rekordů. Soutěží i se zdravými sportovci (World Sport pohár, Silák Sedlčan). Jeho stávajícím osobním rekordem je vzpěr 227,5 kg (Silák Sedlčan).

## Handbike – cyklistika ručních kol
Tomáš Mošnička se v současnosti aktivně věnuje handbikingu, účastní se každoročně několika závodů, mj. i v zahraničí. Je dvojnásobným vicemistrem ČR (2010, 2011). Je dosud prvním vozíčkářem a handbikerem, který absolvoval a dokončil závod horských kol Nova Author Cup (65 km v extrémních podmínkách). Je dvojnásobným vicemistrem ČR (2010, 2011), vicemistrem v MTB cyklistice handicapovaných (2013), vicemistrem ČR v silniční časovce. Zvítězil v seriálu závodů Českého poháru silničních handbiků (2013). V roce 2014 vyhrál závod v MTB cyklistice handicapovaných.

## Další sporty
Jako šéfredaktor webového portálu Žiju s handicapem testuje různé i adrenalinové sporty pro handicapované a píše o parasportech články (parabox, paragolf), dělá rozhovory s handicapovanými sportovci, ale i s jinými osobnostmi s handicapem. Ve volném čase jezdí na čtyřkolce a aktivně rybaří.